# フロリダ州立大学
フロリダ州立大学（フロリダしゅうりつだいがく、Florida State University, FSU）は、アメリカ合衆国フロリダ州タラハシーにある、1851年に創立された州立の総合大学である。フロリダ州立大学システムに含まれる。

## 歴史
1851年、フロリダ州議会は教員養成学校を設立する法案を決議した。FSUはこの年を創立年としている。ただし実際に学校が開校したのは1856年である。

## キャンパス

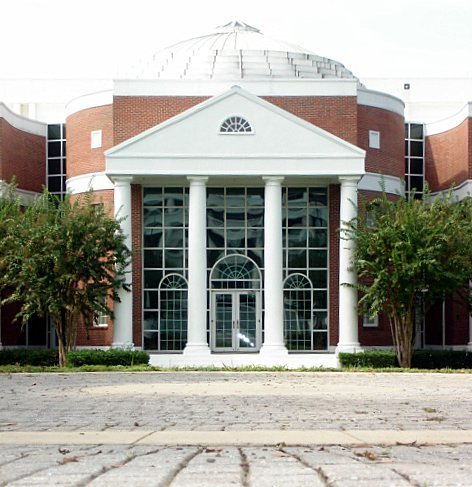
法学部

FSUのメインキャンパスは州都タラハシーのダウンタウン西側にある。面積は約200ヘクタールである。

## スポーツ
FSUのスポーツ・チームは、ネイティブ・アメリカンの部族名に因んでセミノールズ(Seminoles)と呼ばれ、NCAAのディビジョンI（フットボールはディビジョンI-A）のアトランティック・コースト・カンファレンス(ACC)に属している。特に、カレッジ・フットボールでは強豪として知られており、1993年、1999年、2013年の3度にわたりナショナル・チャンピオンとなっている。2005年シーズンには、ACCのチャンピオンとなりオレンジボウルに出場したが、ペンシルベニア州立大学に敗れている。

## 著名な卒業生
- ジム・モリソン - ミュージシャン、ドアーズのボーカリスト。
- スコット・スタップ - ミュージシャン
- アラン・ボール - 脚本家
- ロビン・スウィコード - 脚本家
- ポール・グリーソン - 俳優
- バート・レイノルズ - 俳優
- クリスティーン・ラーティ - 女優
- ジーン・アマーン - 元阪急ブレーブスの投手
- ショーン・ギルマーティン - MLB選手
- タイラー・ホルト - MLB選手
- ディック・ハウザー - 元MLB選手・監督、大学の球場はハウザーの名を冠している。
- ハンター・ジョーンズ - 元MLB選手、アトランティックリーグのブリッジポート・ブルーフィッシュに所属する投手
- ディオン・サンダース - 元MLB・NFL選手
- デボン・トラビス - MLB選手
- ジョン・ワズディン - 元MLB選手、元読売ジャイアンツ他の投手
- ユルビー・アリカルト - ソフトボール選手（ベネズエラ代表）
- サム・キャセール - NBA選手
- 清水久芳 - 東京大学教授
- 山口麻美 - サッカー選手
- レティシア・ロメロ - バスケットボール選手